# Tomasz Lempart
Tomasz Lempart (* 8. März 1915 in Lwiw als Dawid Fischer; † 2005 in Frankfurt am Main) war Sportfunktionär in Polen, der Bundesrepublik Deutschland und in Israel. Durch ihn wurde der Leistungssport der Bundesrepublik bereits vor 1972 auf Planungsprinzipien des Ostblocks umgestellt, sodass nach 1989 die Integration des Leistungssports der DDR leichter fiel.

## Leben und Wirken
Dawid Fischer war vor dem Krieg Sprinter (1933 als Jugendlicher 100 m in 11,1 s), nach dem Abitur Übungsleiter, startete u. a. 1935 bei der Makkabiade in Israel. Er blieb aber nicht wie viele seiner Mannschaft in Israel, sondern kehrte nach Polen zurück, absolvierte 1936 eine Kurzausbildung zum Sportinstrukteur in Lwiw und arbeitete dort als Vereinssportlehrer. Bereits 1932 war er in die Jugendorganisation der KPZU (Kommunistische Partei der Westukraine) eingetreten. Diese Partei wurde 1938 aus der Komintern ausgeschlossen. Als mit dem Hitler-Stalin-Pakt Lwiw Sowjetisch wurde, die Mitglieder der KPZU als Abweichler in die UdSSR deportiert wurden, setzte sich Fischer mit den Papieren eines nicht-jüdischen Freundes als „Tomasz Lempart“ (geb. 10. Juni 1910) in das von Deutschen besetzte Polen ab, arbeitete im Abwasserkanal im wahrsten Sinne im Untergrund, schloss sich 1944 der Polska Partia Robotnicza an. Nach der deutschen Besetzung Lwiws (deutsch Lemberg) wurden die meisten der 150000 Juden Lwiws ermordet. Durch seinen frühen Wechsel in das Generalgouvernement entging Lempart dem Holokaust.
Nach der Befreiung Polens durch die Rote Armee arbeitete Lempart erst als Zensor, als Inspektor der Zensur und als Leiter der Zensur von Lodz, ehe er dann als Sportlehrer und Trainer fungierte. Von 1948 bis 1950 war er Vizepräsident des Polnischen Boxverbandes. 1949 wurde vom Gericht sein Tarnname als offizieller Name bestätigt und lediglich sein richtiges Geburtsdatum wiederhergestellt.
Nach dem schlechten Abschneiden Polens bei den Olympischen Sommerspielen 1948 (Platz 26) wurde der Spitzensport nach sowjetischem Vorbild reorganisiert. Als zuverlässiger Kommunist (er war Hauptmann der Staatssicherheit) wurde Lempart 1950 zum Mitglied des Vorstandes und ab 1953 zum Generalsekretär des Polnischen Nationalen Olympischen Komitees berufen, was er bis 1968 blieb. 1965–66 absolvierte er parallel die externe Ausbildung zum Diplomsportlehrer in Warschau. Zu seinen größten Erfolgen zählte der Platz 6 bei den Olympischen Sommerspielen 1964. Als Verantwortlicher für die Organisation des Spitzensports nahm er an den zentralen Planungsgesprächen des Spitzensports des Ostblocks teil, ging dabei allerdings einen eigenen Weg, in dem er auch die Stärken des bürgerlichen Vorkriegssports Polens berücksichtigte.
Im Zuge von durch Antisemitismus geprägten Säuberungen in Partei und Staatsapparat wurde auch er im April 1968 aus dem Staatsdienst entlassen. Er arbeitete ein Jahr als Vereinssportlehrer, ehe seinem Antrag auf Ausreise nach Israel (verbunden mit der Aberkennung der polnischen Staatsangehörigkeit) entsprochen wurde. Er ging aber nur in die Bundesrepublik, wurde sofort 1969 vom Deutschen Sportbund im Rahmen der Neustrukturierung des Leistungssports als Direktor der Trainerkommission, später als Direktor für Planung, im neu geschaffenen Bundesausschuss Leistungssport (BAL), als entscheidender Berater des Leitenden Direktors Helmut Meyer, angestellt. Die anderen Abteilungsleiter waren Dietrich Martin, Rolf Andresen und Richard Möll. Hier erstellte Lempart zunächst eine unveröffentlichte Expertise darüber, was man vom Spitzensport im Ostblock lernen könne, ohne das politische System zu übernehmen. Hierzu wurden u. a. Kader zur gezielten Förderung der Spitzensportler, die Trainerakademie Köln, die Zeitschrift Leistungssport und die Trainerbibliothek (verantwortlich Peter Tschiene und Arnd Krüger) zur Schulung der Trainer im Spitzensport analog der polnischen Vorlagen gegründet. Im Rahmen von Planungsgesprächen wurden die Prinzipien der Periodisierung des sportlichen Trainings bei den Fachverbänden durchgesetzt. Die Finanzierung des Spitzensports durch das Bundesministerium des Innern wurde so durch den BAL im Rahmen von Planungsgesprächen in rationale Bahnen nach Kriterien der Trainingswissenschaft geleitet.
Mit Lempart kehrte der Erfolg in den Spitzensport der Bundesrepublik zurück. Nach seinem Ruhestand 1980 setzte er seine Tätigkeit von 1981 bis 1982 in Israel fort. Durch den 3-jährigen Militärdienst ist der Spitzensport dort jedoch bei einer langfristigen Entwicklung beeinträchtigt. Lempart verbrachte seinen Lebensabend wieder in Frankfurt am Main, wo er unregelmäßig den DSB/DOSB beriet.